# Martin O'Donnell
Pour les articles homonymes, voir O'Donnell.
Martin O'Donnell, alias Marty O'Donnell (né le 1er mai 1955 à Westchester dans l'Illinois) est un compositeur et designer sonore américain, principalement reconnu pour être à l'origine de la musique des jeux des séries Halo et Destiny (en collaboration avec Michael Salvatori) ainsi que celles de la saga Myth.

## Carrière
O'Donnell initie sa carrière en composant des jingles pour la radio et la télévision. Fondant la société de production TotalAudio, il fait ses débuts pour le jeu vidéo en 1997 en tant que designer sonore pour le jeu d'aventure Riven.
Il travaille ensuite pour Bungie sur la musique de Myth : Les Seigneurs damnés. Après avoir écrit celle de Myth II : Le Fléau des âmes, il est embauché par le développeur et conçoit celle de Oni, puis de Halo: Combat Evolved. Il est depuis directeur audio et compositeur au sein de Bungie et travaille sur tous les épisodes de la série jusqu'à Halo: Reach. Pour le jeu Destiny il collabore avec le musicien Paul McCartney, mais est licencié sans raison quelques mois avant la sortie du jeu.
Le travail de O'Donnell pour les bandes sonores des deux premiers jeux de la série Halo est plusieurs fois récompensé : en 2002 son travail de design sonore pour Halo: Combat Evolved reçoit le Game Developers Choice Award (tout comme le deuxième épisode en 2005) et sa musique le titre de Best Video Game Soundtrack par le magazine musical américain Rolling Stone ; en 2005 le son de Halo 2 est primé aux Interactive Achievement Awards ; celui Halo 3 reçoit le TEC Award en 2008.

## Halo
À la suite de la création de la bande-son d'Oni, O'Donnell est chargé de composer celle du prochain projet de Bungie avant sa présentation à l'E3 2000. Après avoir parlé à Joseph Staten (responsable des cinématiques), il décide que la musique du jeu doit être "grande, excitante, inhabituelle avec une touche d'orchestre classique pour donner un certain poids, une certaine stature. Nous avons aussi voulu qu'il y ait une sorte de sensation antique, ancienne".
Pour le thème principal de Halo, O'donnell a l'idée d'une introduction imitant le chant grégorien. Il en écrit d'ailleurs la mélodie dans sa voiture. Le thème est enregistré et envoyé la nuit même où il est terminé. Ce fameux thème devient alors une sorte d'emblème musical pour la série, et aussi une des musiques de jeu vidéo les plus connues.
Les musiques de Halo reprennent le concept de musique interactive, selon lequel la musique change en fonction des actions du joueur. Ce concept éprouvé permet d'apporter plus d'intensité et permet à la musique de toujours correspondre à ce que le joueur effectue dans le jeu.
Concernant Halo 3, un certain nombre de thèmes phare de la série sont réutilisés et améliorés. Mais ce nouvel opus est aussi l'occasion pour O'Donnell d'introduire un tout nouveau thème au piano, dès le premier teaser du jeu. Dans une interview, il affirme qu'il a toujours appréhendé la musique à travers le piano, et c'est ce qui l'a poussé à l'introduire pour le teaser, convaincu "qu'aucun autre trailer ne commencerait avec du piano". C'est donc à la dernière minute qu'il compose la musique qui deviendra par la suite le thème principal du jeu. Il précise pour l’anecdote que le fait de composer au dernier moment "a rendu tout le monde fou, mais cela a marché pour moi dans le passé et ça a été la meilleure chose à faire pour le jeu. Composer une musique avant la fin ne marche pas avec moi".
Halo 3: ODST est en revanche un projet sensiblement différent, autant dans le développement (à la base simple extension, le jeu est finalement commercialisé en tant que standalone en version boite) que dans l'approche musicale. Pour ce jeu, O'Donnell et Salvatori ont décidé de laisser de côté tous les thèmes d'Halo précédemment composés. En effet, Bungie pris l'initiative de changer de protagoniste (un simple soldat, beaucoup plus vulnérable que le Master Chief) et de cadre (une ville dans la nuit occupée par les Covenants), afin d'aboutir à une atmosphère plus sombre et moins grandiloquente. O'Donnell compose alors dans un style jazz afin de créer une ambiance de film noir. La direction musicale pour le moins inattendue remporte en 2009 le prix de Meilleure musique originale aux Spike Video Game Awards.
Pour Halo: Reach, préquelle du premier épisode, O'Donnell crée une partition plus grave et dramatique, compte tenu de l'aspect plus sérieux et tragique des évènements.